# シレト川
シレト川（シレトがわ、ウクライナ語: Сірет or Серет、ルーマニア語: Siret、発音 [siˈret]、ハンガリー語: Szeret）は、ウクライナとルーマニアの河川。ウクライナのブコビナ北部のカルパティア山脈に源を発し、南へ流れてルーマニア領内を470km通過したのちドナウ川に合流する。セレト川とも呼ばれる。ロシア名はシレト川 (Сирет) 。また、古代にはヒエラスス川 (Ιερασός) といった。
上流から順にベレホメト (Berehomet) 、ストロジネツ (Storozhynets) 、シレト、グラメシュティ (Grămești) 、ズヴォリシュチャ (Zvoriștea) 、リテニ (Liteni) 、ドルハスカ (Dolhasca) 、パシュカニ、ストルニチェニ＝プラジェスク (Stolniceni-Prăjescu) 、ロマン (Roman) 、バカウ、アドジュード (Adjud) 、マラシェシュティ (Mărășești) 、ガラツィなどの町々を通る。

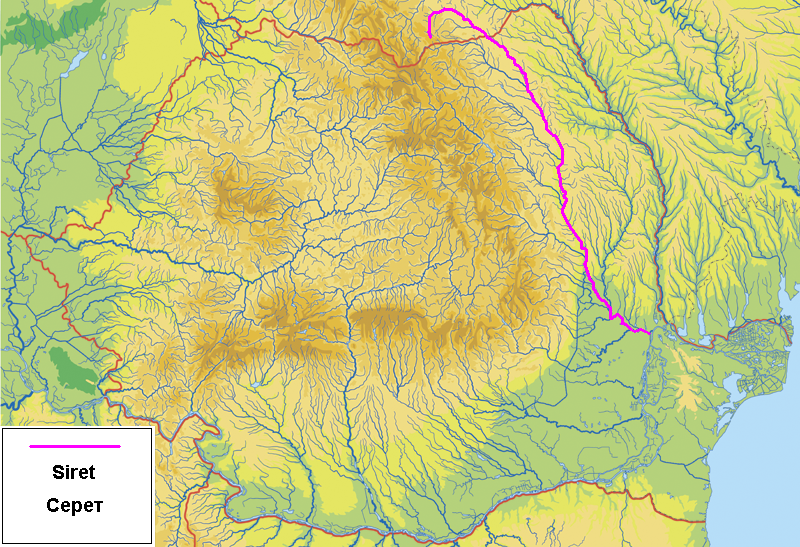
シレト川の流路